# Averrhoidium paraguaiense
Averrhoidium paraguaiense är en kinesträdsväxtart som beskrevs av Ludwig Radlkofer. Averrhoidium paraguaiense ingår i släktet Averrhoidium och familjen kinesträdsväxter. Inga underarter finns listade i Catalogue of Life.